# Institut d'État et de droit
Pour les articles homonymes, voir IGP.

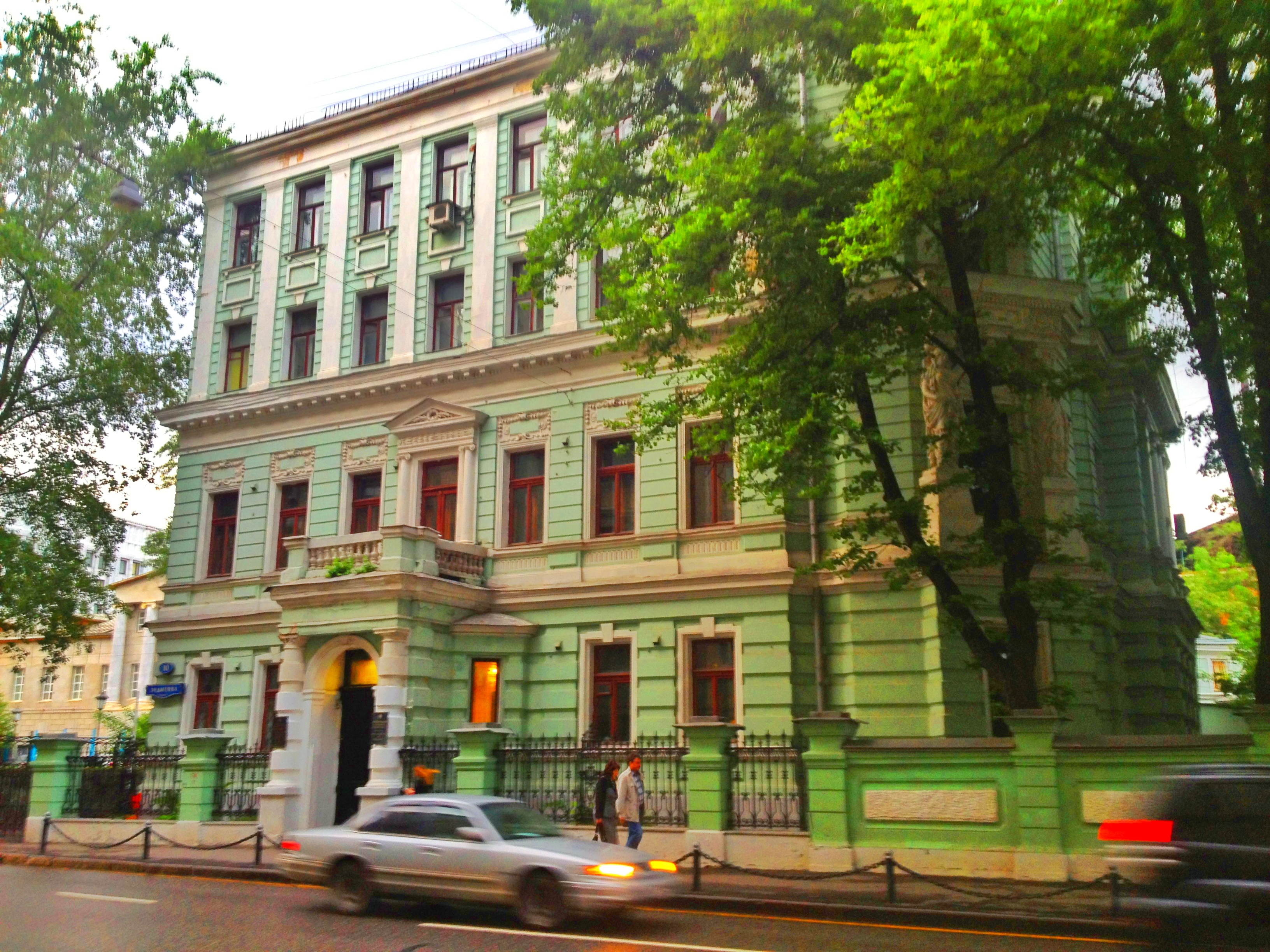
Institut d'État et de droit de l'Académie russe des sciences à Moscou.

L'Institut d'État et de droit de l'Académie russe des sciences (en russe : Институт государства и права Российской академии наук ; nom abrégé en ИГП РАН, IGP RAN) est le plus grand centre juridique scientifique de la fédération de Russie. Il fait partie du département de philosophie, de sociologie, de psychologie et de sciences juridiques de l'Académie russe des sciences. L'IGP compte 350 salariés, dont trois académiciens et trois membres correspondants de l'Académie russe des sciences, près d'une centaine de docteurs et plus d'une centaine de doctorants en sciences juridiques.

## Histoire
L'établissement est initialement fondé sous le nom d'Institut de construction soviétique de l'Académie communiste. Depuis sa création en 1925, l'IGP apporte des contributions à la science de la gouvernance et du droit. Il contribue également à la connaissance dans les domaines de la loi, de l'ordre, des droits de l'homme et des libertés individuelles. Désormais centre de formation juridique scientifique russe et de soutien consultatif aux institutions de l'État, l'IGP coordonne également les travaux de recherche juridique, forme le personnel des sciences juridiques et collabore avec des groupes juridiques internationaux. 
Le 16 avril 1975, par un édit du présidium du Soviet suprême, l'Institut d'État et de droit reçoit l'ordre de la bannière rouge du travail pour ses services dans le développement des sciences juridiques et la formation d'un personnel scientifique hautement qualifié d'avocats. Un décret ultérieur du président de la fédération de Russie du 3 décembre 1994 (no 2174) confie à l'Institut le Centre d'analyse de la politique juridique du président de la fédération de Russie.

### Noms antérieurs
Au cours de son histoire, l'IGP a subi plusieurs transformations et porté différents noms :
- Institut de développement soviétique (Institout Sovietskogo Stroïtelstva - ISS ; 1925-1930) ;
- Institut de droit soviétique de l'Association russe des instituts scientifiques des sciences sociales (1923-1930) ;
- Institut du développement et du droit soviétiques (Institout Sovietskogo Stroïtelstva i Prava ; 1930-1936) ;
- Institut de droit d'État de l'Académie soviétique des sciences (Institout Gossoudarstvenogo Prava AN SSSR ; 1936-1938) ;
- Institut de droit de l'Académie soviétique des sciences (Institout Prava AN SSSR ; 1938-1960) ;
- Institut d'État et de droit de l'Académie soviétique des sciences (Institut Gossoudarstva i Prava AN SSSR ; 1960–1991) ;
- Forme actuelle : Institut d'État et de droit de l'Académie russe des sciences[2].

Dans les années 1950, l'IGP portait le nom honorifique d'Andreï Vychinski.

### Emplacement
L'Institut d'État et de droit est situé au 10, rue Znamenka, à Moscou. Il se trouvait anciennement rue Frounzé.

## Champs de recherche
L'Institut se donne aujourd'hui pour mission de mener des études fondamentales et appliquées dans les théories de la gouvernance et du droit ; d'étudier les mécanismes et les tendances dans la création, la mise en œuvre et l'application des lois ; d'élaborer des recommandations pratiques; de participer à l'élaboration de la législation ; et de contribuer à l'amélioration de la profession juridique.

### Enseignement
L'Institut d'État et de droit comprend également une unité d'enseignement fondée en 1993. L'université académique de droit (russe : Академический правовой университет (АПУ), Akademitcheski Pravovoï Ouniversitet, APU) propose des diplômes de premier cycle et des cycles supérieurs en droit. Le corps professoral de l'APU est composé de boursiers de l'IGP. En 2010, l'université universitaire de droit est renommée Institut universitaire de droit (russe : Академический правовой институт (АПИ), Akademitcheski Pravovoï Institout, API).

## Bibliothèque et archives
La bibliothèque de l'IGP contient plus de 300 000 volumes.

## Universitaires notables
- Ievgueni A. Korovine (en) (1892–1964)
- Evgueni Pachoukanis (1891–1937), directeur de l'Institut de droit, Académie russe des sciences (1925–1936)
- Andreï Vychinski
- Anatoli Lazarevitch Kolodkine (de), chercheur senior[5]